# Brassavola duckeana
Brassavola duckeana är en orkidéart som beskrevs av Paul Parreiras Horta. Brassavola duckeana ingår i släktet Brassavola och familjen orkidéer. Inga underarter finns listade i Catalogue of Life.